# NGC 2301
NGC 2301 је расејано звездано јато у сазвежђу Једнорог које се налази на NGC листи објеката дубоког неба.
Деклинација објекта је + 0° 27' 33" а ректасцензија 6h 51m 45,2s. Привидна величина (магнитуда) објекта NGC 2301 износи 6,0. NGC 2301 је још познат и под ознакама OCL 540.